# Vuren (kasteel)
Het kasteel Vuren stond  in het gelijknamige Nederlandse dorp Vuren, provincie Gelderland. Het kasteel stond ook wel bekend als de Tumelenborch.

## Bouw van het kasteel
In de 13e eeuw was er al sprake van een heerlijkheid Vuren. In 1326 wordt voor het eerst melding gemaakt van een huis te Vuren als Otto van Asperen er mee wordt beleend. Otto was verwant aan het geslacht Van Arkel, en zijn nazaat Otto III raakte dan ook betrokken bij de Arkelse Oorlog begin 15e eeuw. Waarschijnlijk heeft hij nog voor het einde van de 14e eeuw het huis uitgebouwd tot een kasteel.
In 1424 was het kasteel in handen van Otto IV van Vuren. Door vererving kregen Johan van Wije en Johan van Weerdenburch, beiden een erfgenaam van Bely van Weerdenburch, het huis in eigendom. De familie Van Haeften kwam in 1525 in beeld toen Derck van Haeften het kasteel Vuren verkreeg. Zijn zoon Alart werd in 1544 met het slot beleend. In dat jaar duikt ook voor het eerst de naam Tumelenborch op.

## Verwoesting
In het rampjaar 1672 werd het kasteel verwoest door Franse troepen. Desondanks werd de ruïne hierna nog verhuurd: dit zal echter niet zozeer zijn geweest vanwege de restanten van het kasteel, maar vooral vanwege de bijbehorende gronden. In 1681 kon Junier van Bronkhorst, heer van Vuren, de kosten voor het dijkonderhoud van de heerlijkheid Vuren echter niet meer opbrengen, waarna het kasteel terugviel aan de Staten van het Kwartier van Nijmegen.

## Herbouw als landhuis
In 1735 kocht Otto Roeleman Frederik van den Byland de heerlijkheid met de ruïne, waarna hij hier tevens mee beleend werd. Otto en zijn vrouw Anna Constantia van Zevenaer hebben de ruïne waarschijnlijk laten afbreken om er een nieuw landhuis in classicistische stijl te laten bouwen. Hun zoon Carel van Byland werd in 1768 met Vuren beleend maar gaf het drie jaar later over aan Gerrit Meerman. Deze familie bleef tot 1822 eigenaar van het huis. In dat jaar verkochten de erfgenamen het aan de familie Viruly.

## Afbraak
Eind 19e eeuw werden de kosten voor de familie Viruly te hoog. Ze verlieten het landhuis in 1894 en een jaar later werd het afgebroken. Van een deel van het afbraakmateriaal is elders in Vuren een boerderij gebouwd. De kasteelgrachten verdwenen begin 20e eeuw.
Anno 2022 is het voormalige kasteelterrein een weiland met een schuur.